# Helioctamenus espanoli
Helioctamenus espanoli là một loài bọ cánh cứng trong họ Zopheridae. Loài này được Cobos miêu tả khoa học năm 1950.